# Kálmán Lengyel
Kálmán Lengyel (* 18. Juli 1900 in Szeged, Österreich-Ungarn; † März 1945 im Konzentrationslager Bergen-Belsen) war ein ungarischer Architekt und Designer.

## Leben
Kálmán Lengyel wurde 1900 in Szeged als Sohn von Lajos Lengyel (1866–1945) und Paula geb. Winkler (1871–1944) geboren. Sein Großvater Lőrincz Lengyel hatte dort eine Möbelfabrik gegründet, die nach seinem Tod auf seinen Sohn Lajos überging. Das Familienunternehmen wurde 1896 zum kaiserlich und königlichen Hoflieferanten ernannt und erhielt eine Auszeichnung auf der Pariser Weltausstellung des Jahres 1900. In den 1920er Jahren verfolgte Lengyel in Berlin verschiedene architektonische Projekte, wie die Neugestaltung der Fassade des Kaufhauses R.&.S. Moses oder der Fassade des Cafés Mokka-Fix in der Rosenthaler Straße 68 (beide 1927. Das Kaufhaus wurde nach der Zerstörung im Zweiten Weltkrieg abgetragen, die Klinkerfassade des „Mokka Fix“ ist erhalten). 1928/29 entstand die „Villa Jellinek“ in der Auguste-Viktoria-Str. 34 in Berlin-Schmargendorf, die bis heute erhalten blieb. Lengyel lebte dort zeitweise mit seiner Frau und benutzte das Dachgeschoss als Atelier und Präsentationsraum. 1926 gründete er mit Marcel Breuer die Firma Standard Möbel, im Jahr 1928 sein eigenes Möbelunternehmen Ka-Le-Möbel, über das er seine eigenen Entwürfe vermarktete. Das Ladengeschäft befand sich zeitweise am Kurfürstendamm 205. Lengyel entwarf in Berlin Einrichtungen für Restaurants und Geschäfte aber auch Privatwohnungen. Im November 1932 erhielt er den Auftrag zur Ausstattung der Deutschen Gesandtschaft in Bagdad.
Zwischen Ende März und Anfang Mai 1933 verließ Lengyel, der jüdischer Herkunft war, Berlin und zog nach Paris, wo er in der Rue Oswaldo Cruz Nr. 4, lebte. Im November 1933 stellte er Möbel in einer Einzelausstellung im Palais de Marbre vor. Auch in den folgenden Jahren arbeitete er in Paris als Innenarchitekt und Möbeldesigner. 1935 löste er seine Firma „Le Home S.à.r.l.“ auf und zog zurück nach Ungarn. In seiner Heimatstadt Szeged entwarf er eine Ausstellungshalle (Horváth Mihály utca 5) und war für die Umgestaltung des Jüdischen Waisenhauses und Lehrlingsheims verantwortlich. 1936 erfolgte der Umzug nach Budapest, wo er in den folgenden Jahren lebte und arbeitete. Unter anderem war er mit Miklós Réczey am Entwurf und Bau der Apartmentanlage „Eden“ (Széchenyi-hegy, Melinda út 16) beteiligt.
Im Juni 1944 musste Kálmán Lengyel in ein sogenanntes „Judenhaus“ in der Csanády utca ziehen und Zwangsarbeit leisten. Anfang Dezember 1944 wurde er ins KZ Sachsenhausen / Außenlager Haselhorst deportiert (Registrierung am 10. Dezember 1944), wo er für die Firma Siemens Zwangsarbeit leistete. Anfang 1945 wurde er zunächst nach Buchenwald / Außenlager Ohrdruf, dann nach Bergen-Belsen deportiert, wo er zu Tode kam.
In erster Ehe war er mit der Designerin Hajnal Lengyel-Pataki (geb. 1898, Todesdatum unbekannt, nach 1966) verheiratet. Seit 1932 lebte das Ehepaar getrennt, die Scheidung erfolgte 1941. Lengyels zweite Ehefrau war Klára Balla, die er 1941 heiratete. Seine Schwägerin Ilse Schneider-Lengyel, die Frau seines Bruders Lajos (1896–1967), war eine der Initiatoren der Gruppe 47.